# Brezons (rivière)
Cet article concerne une rivière française. Pour la commune française, voir Brezons.
Le Brezons est une rivière française du Massif central, des départements du Cantal et de l'Aveyron. C'est un affluent de la Truyère dans le lac du barrage de Sarrans, donc un sous-affluent de la Garonne par le Lot.

## Géographie

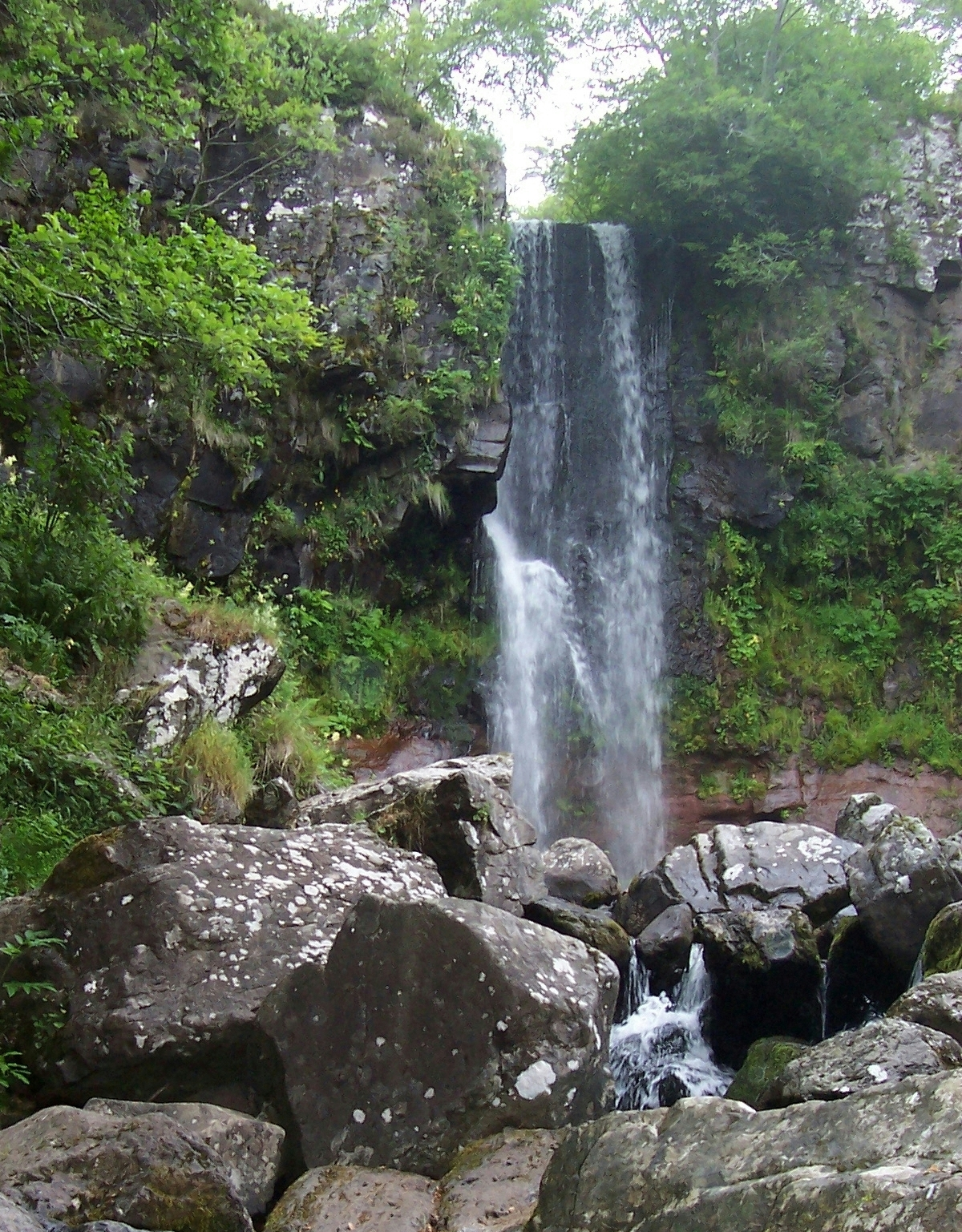
La cascade du Saut de la Truite sur le ruisseau de Livernade.

Selon le Sandre, le Brezons est une rivière dont la partie amont porte le nom de ruisseau de Livernade.
Le ruisseau de Livernade prend sa source vers 1 580 mètres d'altitude dans le parc naturel régional des Volcans d'Auvergne, au centre du département du Cantal, sur les pentes sud-est du Plomb du Cantal, sur la commune de Brezons, environ 700 mètres à l'ouest-nord-ouest du col de la Tombe du Père. Il prend la direction du sud, et chute lors de deux cascades dont celle du Saut de la Truite. Il reçoit sur sa droite le ruisseau d'Encloux et prend alors le nom de Brezons.
À partir des lieux-dits le Bourguet et Lustrande, son cours est longé sur sa gauche par la route départementale (RD) 39. Il est franchi par la RD 57 au niveau de sa confluence avec le ruisseau de Montréal, arrose le bourg de Brezons puis passe sous la RD 39, qui le longe alors en rive droite, jusqu'à la RD 990 sous laquelle il passe, juste avant le bourg de Saint-Martin-sous-Vigouroux. Il reçoit en rive droite son principal affluent l'Hirondelle, environ 150 mètres en amont du pont de l'Estradié. Un kilomètre plus en aval, son cours est ennoyé par la retenue du barrage de Sarrans sur environ quatre kilomètres et demi. Un pont suspendu, point de jonction des RD 34 (Cantal) et 537 (Aveyron) le franchit alors. Il rejoint la Truyère en rive droite, à 647 mètres d'altitude, après la Devèze, au large de la presqu'île de Laussac, dans le lac de la retenue du barrage de Sarrans, entre les communes de Paulhenc (Cantal) et Thérondels (Aveyron).
L'ensemble ruisseau de Livernade-Brezons, globalement de direction nord-sud est long de 28,5 km, dont 24 km jusqu'à son débouché sur la retenue du barrage de Sarrans.

### Départements et communes traversés
Dans les départements du Cantal et de l'Aveyron, le Brezons arrose cinq communes, soit d'amont vers l'aval : Brezons, Saint-Martin-sous-Vigouroux, Pierrefort et Paulhenc (confluence) dans le Cantal, ainsi que Thérondels (confluence) dans l'Aveyron.

### Toponymes
Le Brezons a une commune homonyme, Brezons.

### Bassin versant
Le bassin versant du Brezons s'étend sur 102 km2. Ce bassin versant est constitué à 53,99 % de « territoires agricoles », à 45,41 % de « forêts et milieux semi-naturels », à 0,62 % de « surfaces en eau », et à 0,28 % de « territoires artificialisés ».

## Affluents

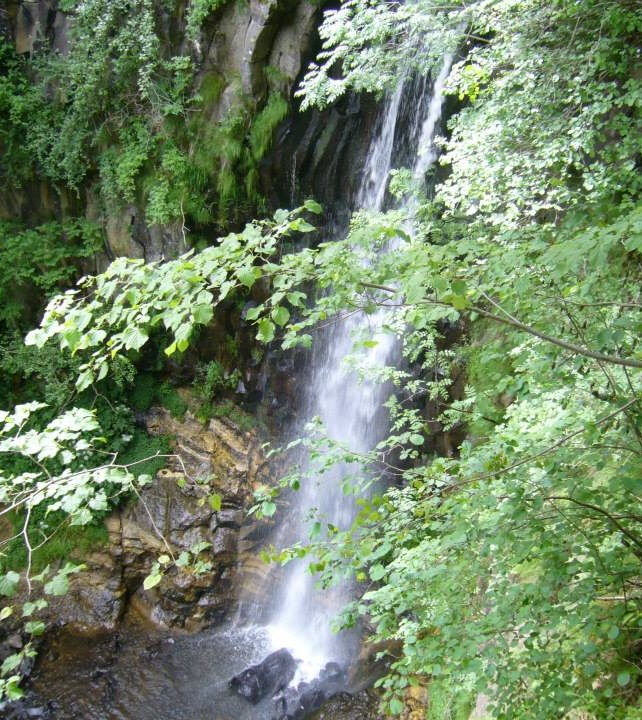
La cascade de Montréal sur le ruisseau de Montréal, à Brezons.

Le Brezons a quatorze affluents référencés par le Sandre, dont neuf portent un nom ; d'amont vers l'aval on trouve :
- le ruisseau d'Encloux[4] en rive droite, long de 3 km, avec comme affluent :
  - le ruisseau de Mandre ;
- le ruisseau de Peyregrosse[5], 1,3 km, en rive gauche ;
- le ruisseau des Cros[6], rive gauche, 4,4 km avec deux affluents ;
- le ruisseau de Sagnarade[7], rive gauche, 4,8 km avec un affluent ;
- le ruisseau de Montréal[8], rive droite, 3,3 km, avec la cascade de Montréal ;
- le ruisseau del Bao[9], rive gauche, 4,9 km, avec les cascades de la Borie ;
- le ruisseau de Boussac[10], 1,9 km, rive gauche ;
- l'Hirondelle, ou ruisseau de Sarrus dans sa partie amont[11], rive droite, 13 km ; c'est le plus important affluent du Brezons avec quatre affluents dont trois portent un nom :
  - le ruisseau de Merderic ;
  - le ruisseau de Moissalou[12], long de 5,1 km ;
  - le ruisseau de Casternac ;
- le ruisseau des Catainères[13], 1,9 km, rive droite, qui se jette dans la retenue du barrage de Sarrans.

Le rang de Strahler du Brezons est donc de trois.

## Aménagements et écologie
Sur le cours du ruisseau de Livernade et du Brezons se rencontrent les lieux-dits la cascade du Saut de la Truite, le château de la Boyle, le Moulin de Sales, le Moulin de Fournier, le Moulin de Saint-Martin, le Meynial (château), le Pont d'Estradié.

## Galerie

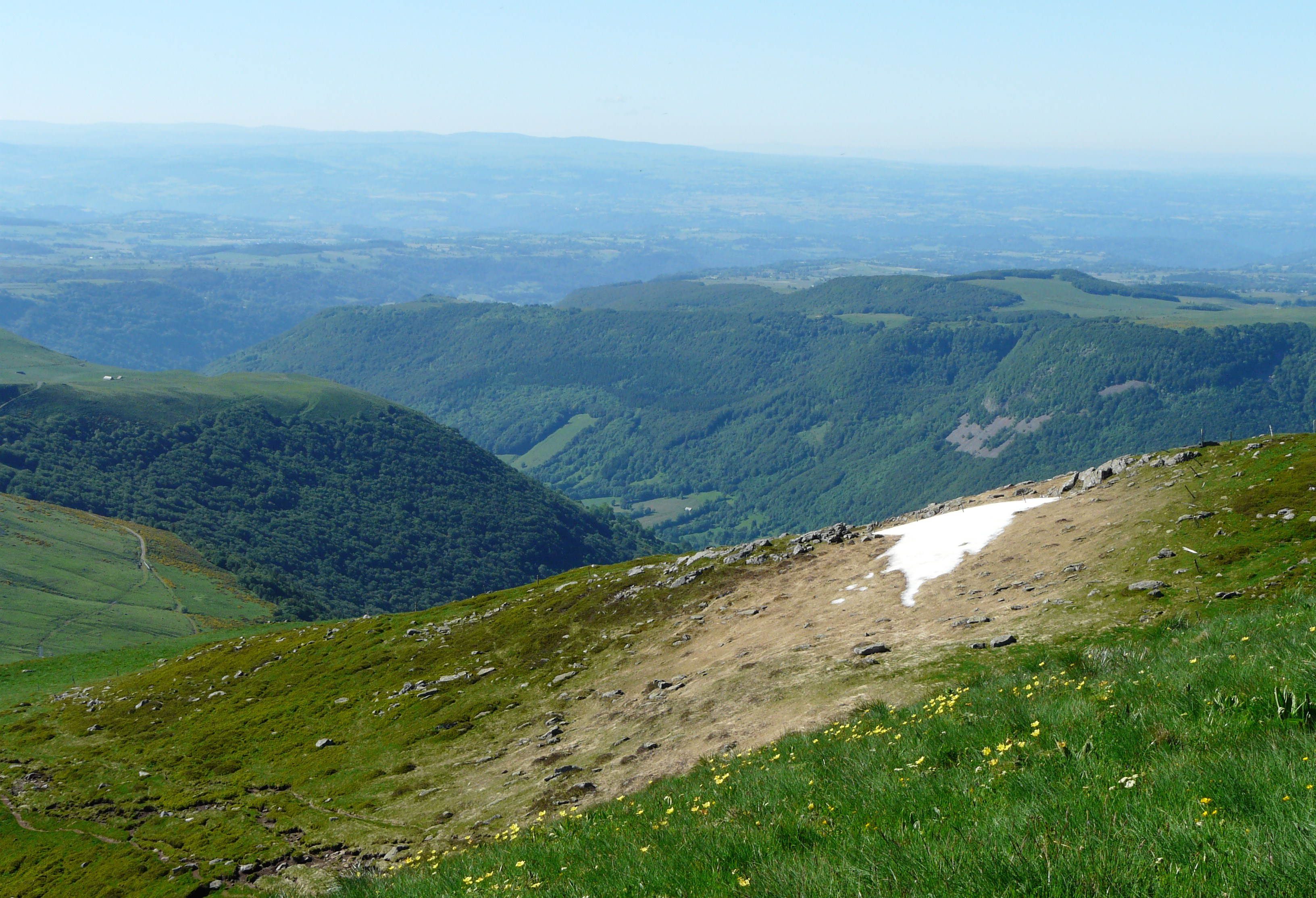
La vallée du ruisseau de Livernade depuis le plomb du Cantal.
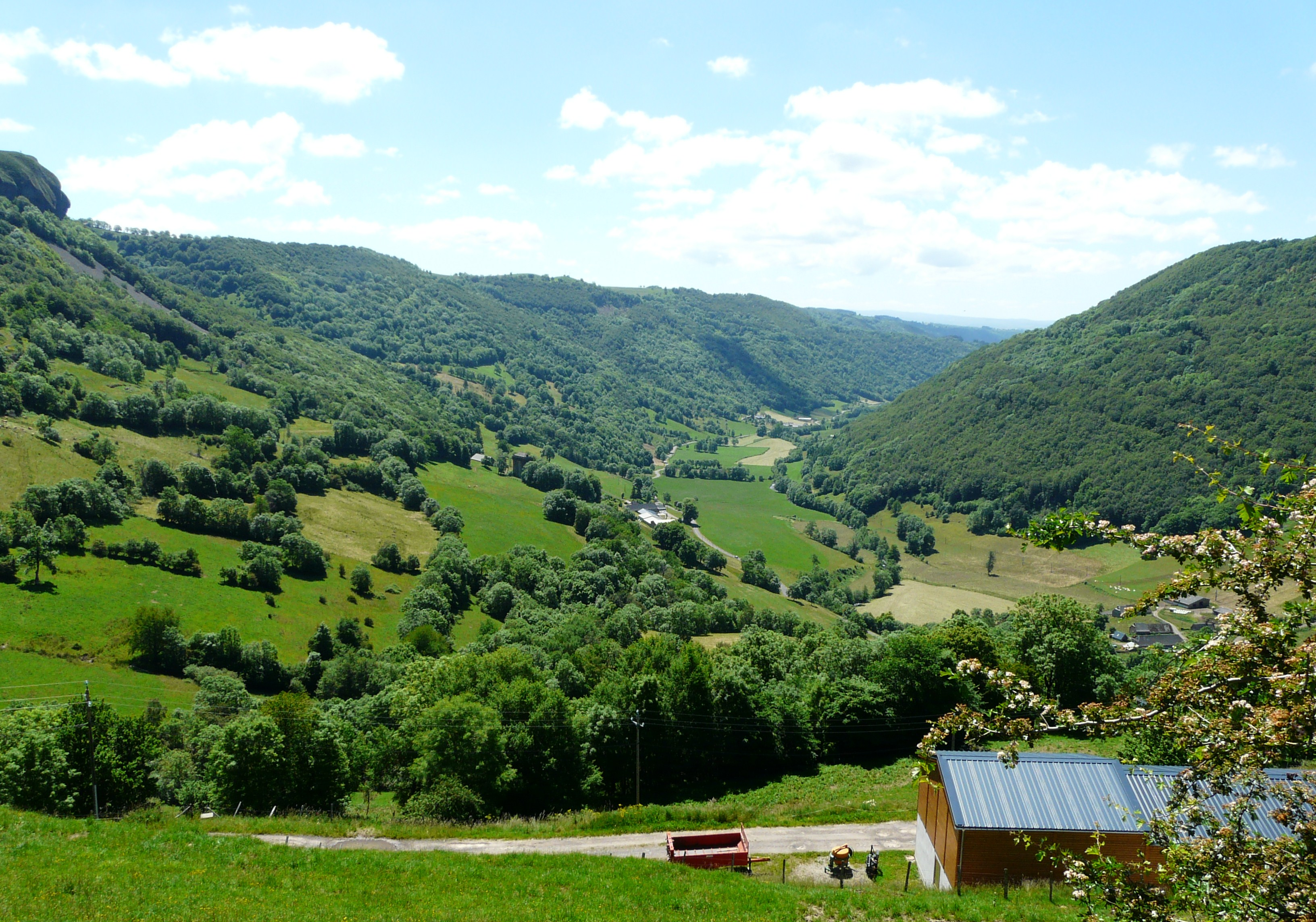
La vallée du Brezons à Brezons.
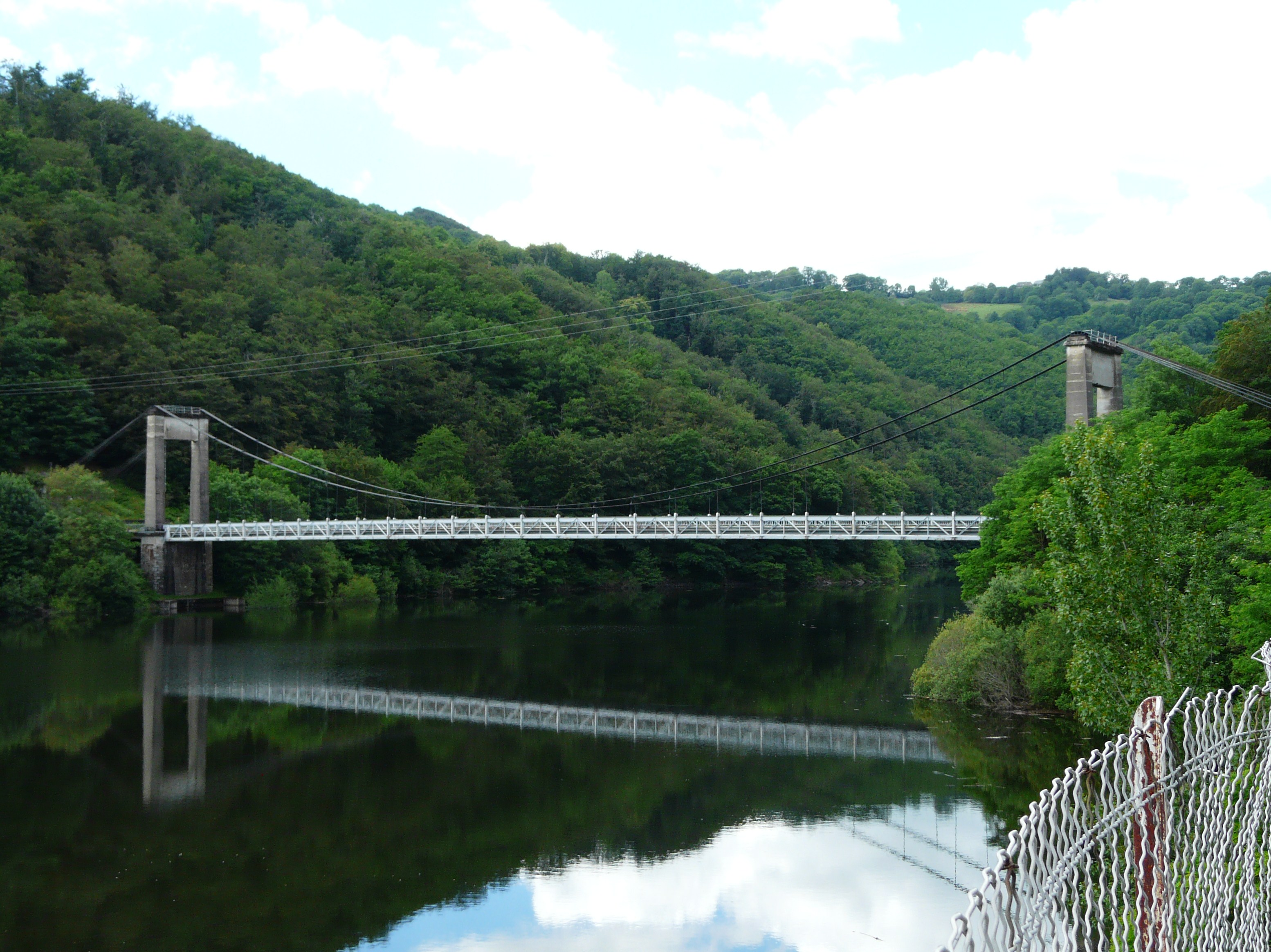
Le pont suspendu sur le Brezons, entre Thérondels et Paulhenc.